# Anton Martin Slomšek
Anton Martin Slomšek (Slom, 26 novembre 1800 – Maribor, 24 settembre 1862) fu vescovo di Lavant, scrittore, poeta e promotore della cultura slovena e dell'alfabetizzazione delle classi più povere.
Fu beatificato da papa Giovanni Paolo II nel 1999, diventando il primo sloveno elevato all'onore degli altari.

## Biografia
Anton Martin Slomšek nacque a Slom, presso il villaggio di Ponikva, nella Stiria meridionale. Studiò teologia e filosofia prima di essere ordinato sacerdote nel 1824 a Klagenfurt, dove poi svolse per quasi dieci anni, dal 1829 al 1838, il ruolo di direttore spirituale del seminario.
Dopo essere stato parroco e ispettore scolastico, nel 1846 divenne vescovo di Lavant. Di particolare rilievo fu la sua attività rivolta all'alfabetizzazione delle fasce meno abbienti della popolazione, anche attraverso la creazione di scuole domenicali. In tali scuole veniva utilizzata la lingua slovena: per Slomšek la lingua madre, da lui intesa come "chiave del cuore e della fede", costituiva infatti uno strumento per avvicinarsi a Dio.
Per questo Slomšek dedicò grandi energie alla promozione della cultura popolare: già nel 1833 aveva realizzato, insieme a Matija Ahacel, la prima raccolta di canti e melodie profane in sloveno. Nel 1842 scrisse un libro per ragazzi nel quale, attraverso le vicende dei fratelli Blaze e Nezica, venivano insegnate le basi della lingua insieme agli elementi dell'etica e della religione cristiana.
In seguito a scambi di territori con le diocesi vicine la diocesi di Lavant, pur mantenendo questo nome, nel 1857 trasferì la sede a Maribor e divenne effettivamente una circoscrizione ecclesiastica di lingua slovena cedendo le parrocchie in Carinzia (dove fino ad allora si trovavano la sede episcopale e la cattedrale) alla diocesi di Gurk.
Scrisse inoltre numerose opere di teologia e poesie, oltre a un manuale dedicato agli insegnanti. A lui si deve in parte il grande sviluppo della letteratura per l'infanzia in lingua slovena.

## La Società di Sant'Ermacora
Uno dei contributi più significativi lasciati da Slomšek è la fondazione della Drustvo Sv. Mohorja (Società di Sant'Ermacora), che ebbe un ruolo molto importante nello sviluppo e nella difesa della letteratura popolare slovena, soprattutto nei periodi più bui del XX secolo.
La casa editrice, tuttora attiva con il nome di Mohorjeva druzba, venne istituita nel 1851 a Klagenfurt e riuscì a sopravvivere alla censura austriaca grazie al Concordato tra Stato e Chiesa. La sua rapida diffusione fu legata alla felice intuizione di distribuire libri economici, scritti da autori sloveni, attraverso la rete delle parrocchie. Il successo di almanacchi, racconti e romanzi popolari favorì l'educazione alla lettura degli sloveni e costituì un caso di interesse nel panorama dell'editoria e della cultura europee del tempo.

## Genealogia episcopale
La genealogia episcopale è:
- Cardinale Scipione Rebiba
- Cardinale Giulio Antonio Santori
- Cardinale Girolamo Bernerio, O.P.
- Arcivescovo Galeazzo Sanvitale
- Cardinale Ludovico Ludovisi
- Cardinale Luigi Caetani
- Cardinale Ulderico Carpegna
- Cardinale Paluzzo Paluzzi Altieri degli Albertoni
- Papa Benedetto XIII
- Papa Benedetto XIV
- Papa Clemente XIII
- Cardinale Giovanni Battista Caprara Montecuccoli
- Vescovo Dionys von Rost
- Vescovo Karl Franz von Lodron
- Vescovo Bernhard Galura
- Vescovo Giovanni Nepomuceno de Tschiderer
- Cardinale Friedrich Johann Joseph Cölestin von Schwarzenberg
- Vescovo Anton Martin Slomšek